# Stefan Hussong
Stefan Hussong (Köllerbach, sur la Sarre, 2 novembre 1962) est un accordéoniste allemand.
Il est de nombreuses fois primé en interprétation, notamment lors du Concours international Gaudeamus des interprètes, pour la musique contemporaine, ainsi que meilleur instrumentiste de l'année ECHO Klassik.

## Biographie
Stefan Hussong étudie avec Eugen Tschanun, Hugo Noth, Joseph Macerollo et Mayumi Miyata à l'Université de musique Trossingen, aux conservatoires de Toronto et Tokyo (Geijutsu Daigaku). En 1983, il remporte le premier prix au concours Hugo Herrmann.
Son travail de soliste est partagé avec de nombreux orchestres, par exemple l'Orchestre de la Suisse romande, l'Orchestre symphonique de Tokyo, la Tokyo Harmonia Chamber Orchestra, la Klangforum Wien et l'Ensemble Modern. Il s'est joint à des musiciens telle la violoniste Irvine Arditti et les violoncellistes Julius Berger et Miklós Perényi.
Il est professeur d'accordéon et musique de chambre en la Musikhochschule Würzburg.

## Style et répertoire
Le répertoire de Stefan Hussong s'étend de la musique baroque à la période contemporaine, où il collabore avec les compositeurs : Sofia Goubaïdoulina, Toshio Hosokawa, Adriana Hölszky et Klaus Huber.
Stefan Hussong signale que l'accordéon, qui avait été un instrument peu utilisé dans la musique académique, s'est transformé en un instrument qui s'avère fascinant, en raison des possibilités techniques qu'il possède : « un instrument à vent avec un clavier, avec un large spectre dynamique et tonal ».

## Prix
- 1983 - Premier prix au concours international Hugo Hermann[2].
- 1987 - Premier prix au concours international Gaudeamus des interprètes[2].
- 1999 - Meilleur instrumentiste de l'année ECHO Klassik[1].

## Discographie
- 1987 Bach, Variations Goldberg ; Sweelinck, Fantasia.
- 1989 Nouvelle musique pour accordéon : œuvres de Sofia Goubaïdoulina, V. Heyn, Klaus Huber, J. Krebs.
- 1992 John Cage.
- 1993 Sofia Goubaïdoulina, Sieben Worte, In croce - Orchestre de chambre Diagonal, dir. Florian Rosensteiner (29 mai 1992/10 juin 1993, Wergo 286 263-2) (OCLC 32194078).
- 1993 Adriana Hölszky, Space, Miserere, Decorum, Nouns to Nouns I, Innere Welten, Sonett.
- 1993 Uros Rojko - Ensemble Aventure & Stefan Hussong, Whose Song, Tati, Ottoki, Glass voices.
- 1994 Jean-Sébastien Bach, Suites anglaises nos 2, 3 et 5 (Denon)
- 1995 Tango Fantasy (9-10 janvier 1995, Denon CO-78841) (OCLC 52686397).
- 1996 Portrait de Toshio Hosokawa, Melodia, Sen V, In die Tiefe der Zeit, Vertical Time-study I,III (1996, Col Legno 20016) (OCLC 658912305).
- 1996 Toshio Hosokawa, In die Tiefe der Zeit ; John Cage, Two⁴ - avec Julius Berger, violoncelle (29 avril 1996, Wergo WER 6617-2) (OCLC 811338167).
- 1997 Stefan Hussong joue Jean-Sébastien Bach : Partitas nos 2 et 4, trois chorals (24-26 décembre 1996, Denon CO-18031) (OCLC 43207848).
- 1997 In die Tiefe der Zeit.
- 1997 Whose Song, Musique d'accordéon du XXe siècle : Toshio Hosokawa (Sen V), Magnus Lindberg (Jeux d'anches), Uros Rojko (Whose song), John Cage (Souvenir), À. Hölszky (Miserere), Igor Stravinsky (Tango) (décembre 1992, Thorofon) (OCLC 30115192).
- 1997 Révolutionnaires Tangos d'Astor Piazzolla.
- 1997 Stefan Hussong joue Cage : Dream, In a landscape, Souvenir, Two³ no 5… (19-20 août 1997, Denon CO-18069) (OCLC 43304458).
- 1999 Stefan Hussong joue Frescobaldi.
- 1999 Uros Rojko Chamber Music.
- 2000 T'W'ogether. Stefan Hussong et Mie Miki interprètent Bach, Piazzolla, Mozart, Jukka Tiensuu, Solar, Takemitsu.
- 2002 Sonora Distancia.
- 2002 Bach - 3 Sonates pour viole de gambe et clavier BWV 1027-1029
- 2002 High Way for One. À. Hölszky (High way for one), L. Berio (Sequenza XIII), K. Harada, À. Nordheim (Dinosauros), S. Gubaidulina (De profundis), Hyunkyung Lim (Me-A-Ri) (2000, Bella Musica Edition) (OCLC 605916088).
- 2002 Anarchic Harmonies. Girolamo Frescobaldi (Canzoni per Basso), John Cage (Harmonies).
- 2003 Karlheinz Stockhausen Tierkreis - Zodiac (juillet 2002, Wergo) (OCLC 806985540).
- 2004 Toshio Hosokawa | Gagaku - Deep silence (18-20 février 2003, Wergo) (OCLC 57450220).
- 2005 Wolke und mond - Jean-Sébastien Bach, Adriana Hölszky.
- 2008 Phonométrie : Erik Satie, Mike Svoboda - Anne-May Krüger, voix, orgue de Barbarie, piano jouet, mélodica ; Stefan Hussong, accordéon, piano jouet, mélodica ; Mike Svoboda, trombone, mélodica (janvier/mars 2007, Wergo) (OCLC 796203877)
- 2012 David Eagle et Hope Lee, Secret of the seven stars - avec David Eagle, orinateur ; New Music Concerts Ensemble ; Robert Aiken, flûte et dir. (8 février 2009, novembre 2010, 25 septembre 2011, 16 avril 2012 Centrediscs) (OCLC 811863245)
- 2015 Cage, Two3 (2013, 2CD Wergo) (OCLC 926007681)
- 2017 Midstream (4-8 avril 2016, Wergo) (OCLC 989718555)